# فاطمة تبعمرانت
فاطمة تبعمرانت (بالأمازيغية: ⴼⴰⵟⵉⵎⴰ ⵜⴰⴱⴰⵄⵎⵕⴰⵏⵜ) فنانة وشاعرة ومناضلة أمازيغية تتميز بكلماتها التي لا تبتعد كثيرا عن المجال الاجتماعي والثقافي للإنسان الأمازيغي. نجمة الموسيقى الأمازيغية، تلقب بصاحبة الرباب الفضي وأيقونة الفن الأمازيغي الملتزم.

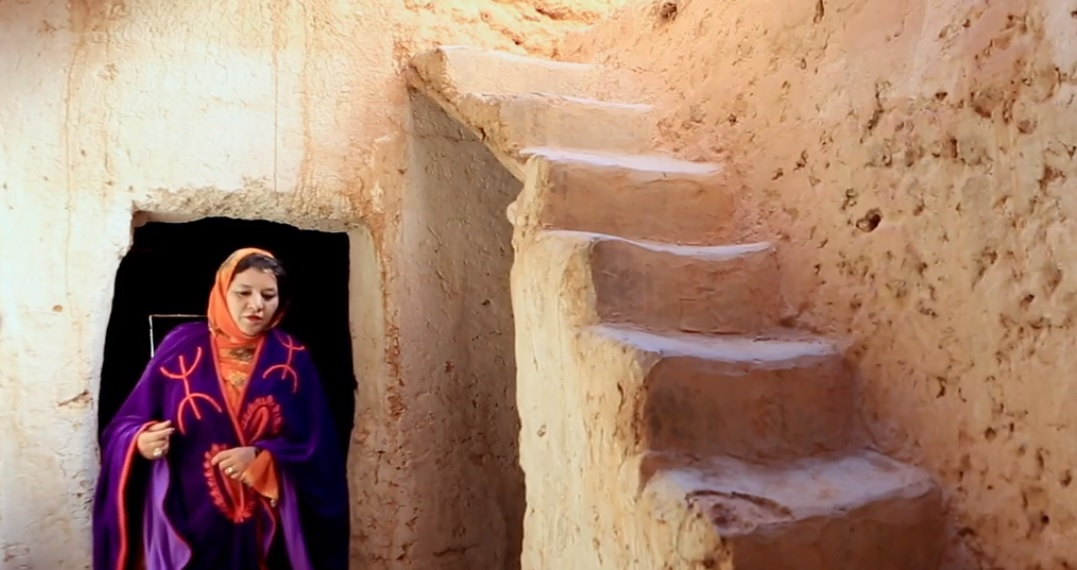
فاطمة تبعمرانت خلال تصوير أحد الوثائقيات بمنزلها.

## طفولتها
اسمها الحقيقي فاطمة شاهو، وتعرف بـفاطمة تبعمرانت، ولدت عام 1962 بقرية نواحي منطقة لاخصاص. نشأت في إفران الأطلس الصغير وبالتحديد في قرية إيد سالم قبيلة أوشكرا. ولأنها فقدت والدتها وهي في السنة الثالثة من عمرها، فقد عاشت مع خالتها «ملعيد» في قرية إيد وعزيز، قبيلة إيد لعربا قرب مدينة لاخصاص فلم يساعدها الحظ في التعلم لكنها بعد أن اصدرت ألبومها الأول علمت نفسها بنفسها، حيث بدأت تتعلم القراءة والكتابة وأجرت اتصالات مع مثقفين أمازيغ.

## مشوارها المهني

### الفن الأمازيغي
بدأت الغناء في سنة 1983 مع الفنان الرايس جامع الحميدي، وبعد ذلك انتقلت لمجموعة اشتوك وبدأت تسجيل (تنظامت) سنة 1984 مع مولاي محمد بلفقيه وفي ذلك الوقت كانت تقلدأغاني الرايسة تحيحيت مقورن والرقية الدمسيرية، وفي سنة 1988 انتقلت لمدرسة الحاج محمد الدمسيري وفي سنة 1990 كونت فرقتها الموسيقية وسرعان ما لقيت نجاجا كبيرا وحققت أشرطتها مبيعات خيالية حيث نجحت تبعمرانت في خلق نمط أصيل خاص بها مما أعطي لمسة شخصية لايقاعاتها وكلماتها ومواضيعها حيث تصفه تبعمرانت بـ «أمايكينو» فحتى صوتها الأجش والذي كان يمكن أن يكون عائقا أصبح أحد مميزاتها. واستطعت بعد ذلك إحياء عدة تظاهرات فنية نقلت مباشرة على الإذاعة والتلفزة الوطنية، كما ساهمت في عدة سهرات وأمسيات فنية أقامتها جمعيات كجمعية الجامعة الصيفية ونادي رجاء أكادير، كما شاركت في التكريم الذي أقيم للمرحوم عمر واهروش بإذاعة طنجة. استاطاعت مجموعتها أن تصبح مدرسة تكون فيها العديد من روايس المستقبل كإيجا تيحيحيت، فاطمة ترايست، مولاي أحمد الداودي، عمر أزمز. والكثير ولا توجد منطقة واحدة عبر التراب الوطني المغربي لم تقم بها حفلاتها الموسيقية، وعلاوة على ذلك، شاركت في العديد من الاحتفالات الدولية التي أقيمت في عدد من المدن الأوروبية: ميلان وباريس، أمستردام، أوترخت، بروكسل.
تمكنت فاطمة أن تطور أسلوبها الخاص، حيث كرست جهودها للقضايا الأمازيغية باقتدار وتفان حيث لم يغب سؤال الهوية يوما عن قصائدها وأغانيها كما أنها تتناول مواضيع شتى كالطبيعة وجمالها والحياة، وأيضا موضوع اليتم لأنها عاشت تجربة اليتم وحرمت من حنان ودفء الأمومة. لذلك نجدها تغني للأم: الأم كينبوع الحياة والعطف والأم الأمازيغية هي اللغة والثقافة والهوية التي ترعرعت في حضنهما بمنزلها بالدشيرة ولجت مجال الفن والأغنية الأمازيغية تحديدا بعد عشق طفولي شديد، في الوقت الذي لم يكن للمرأة الأمازيغية أي شأن يذكر وكانت ممنوعة من المشاركة في جل الميادين الحيوية، كما كان حقل اشتغالها هو تربية الأبناء والاعتناء بالبهائم، وكانت مقصية في كل ما يمت إلى الفكر بصلة.

### الإقتحام السياسي
في شهر يونيو من 2011 فاجئت صاحبة الرباب الفضي عشاقها بإعلانها الترشح في انتخابات 25 يونيو 2011 حيث ترشحت ضمن اللائحة الوطنية للنساء بحزب التجمع الوطني للأحرار وتمكن من الفوز بمقعد في البرلمان المغربي 
لكن ترشحها باسم حزب التجمع الوطني للاحرار لم يعجب الكثير من المناضلين في صفوف حركة امازيغية خاصة الشباب منهم بسبب مواقف هذا الحزب من الأمازيغية.

### عضوية البرلمان
في 21 فبراير 2012 انتهزت البرلمانية تباعمرانت فرصة انتهاء جلسة داخل قبة البرلمان، لتتقدم نحو وزير العدل والحريات مصطفى الرميد، وتسلمه ملفا قالت عنه إنه يتعلق “بالمعتقلين الأمازيغيين بمكناس”، الذين عرفت قضيتهم اهمالا وتماطلا في إيجاد حل، وألحت الفنانة الأمازيغية على الرميد من خلال هذا الملف أن يتم إنهاء محنتهم قريبا ويذكر أن الحركة الأمازيغية طالبت مرارا بإطلاق سراح كل من مصطفى أوسايا وحميد اعضوش المعتقلين بمكناس على خلفية الأحداث الجامعية التي عرفتها جامعة مكناس والتي كانت مسرحا لمواجهات بين الفصيل القاعدي وطلبة الحركة الثقافية الأمازيغية بالجامعة، وهي الأحداث التي أدت إلى مقتل أحد الطلبة المحسوبين على الفصيل القاعدي
في 30 أبريل 2012 طرحت فاطمة أول سؤال لها في البرلمان المغربي على محمد الوفا وزير التربية الوطنية في المغرب وكانت المفاجاة هي أنها طرحت سؤالها بالأمازيغية وهذا ما اثار اعجاب العديد من النواب والسياسين والمناضلين المغاربة وكذلك اثار حفيظة بعض النواب المنتمين إلى حزبي العدالة والتنمية وحزب الاستقلال.